# Ekrem İmamoğlu
Ekrem İmamoğlu (Akçaabat, 4 giugno 1970) è un politico e imprenditore turco, sindaco di Istanbul dal 27 giugno 2019 al 23 marzo 2025. Dal 2014 al 2019 è stato inoltre vicegovernatore di Beylikdüzü, distretto situato nella parte europea di Istanbul.
Volto di spicco del Partito Popolare Repubblicano, è in carcere dal 19 marzo 2025 con le accuse di corruzione, estorsione, riciclaggio di denaro, turbativa d'asta e collaborazione con il PKK, che il partito e gran parte dell'opposizione turca hanno contestato come strumentali e pretestuose. Il successivo 23 marzo è stato comunque eletto candidato in pectore del CHP alle elezioni presidenziali turche del 2028 dopo aver vinto le primarie del partito kemalista (alle quali era peraltro l'unico candidato).

## Biografia

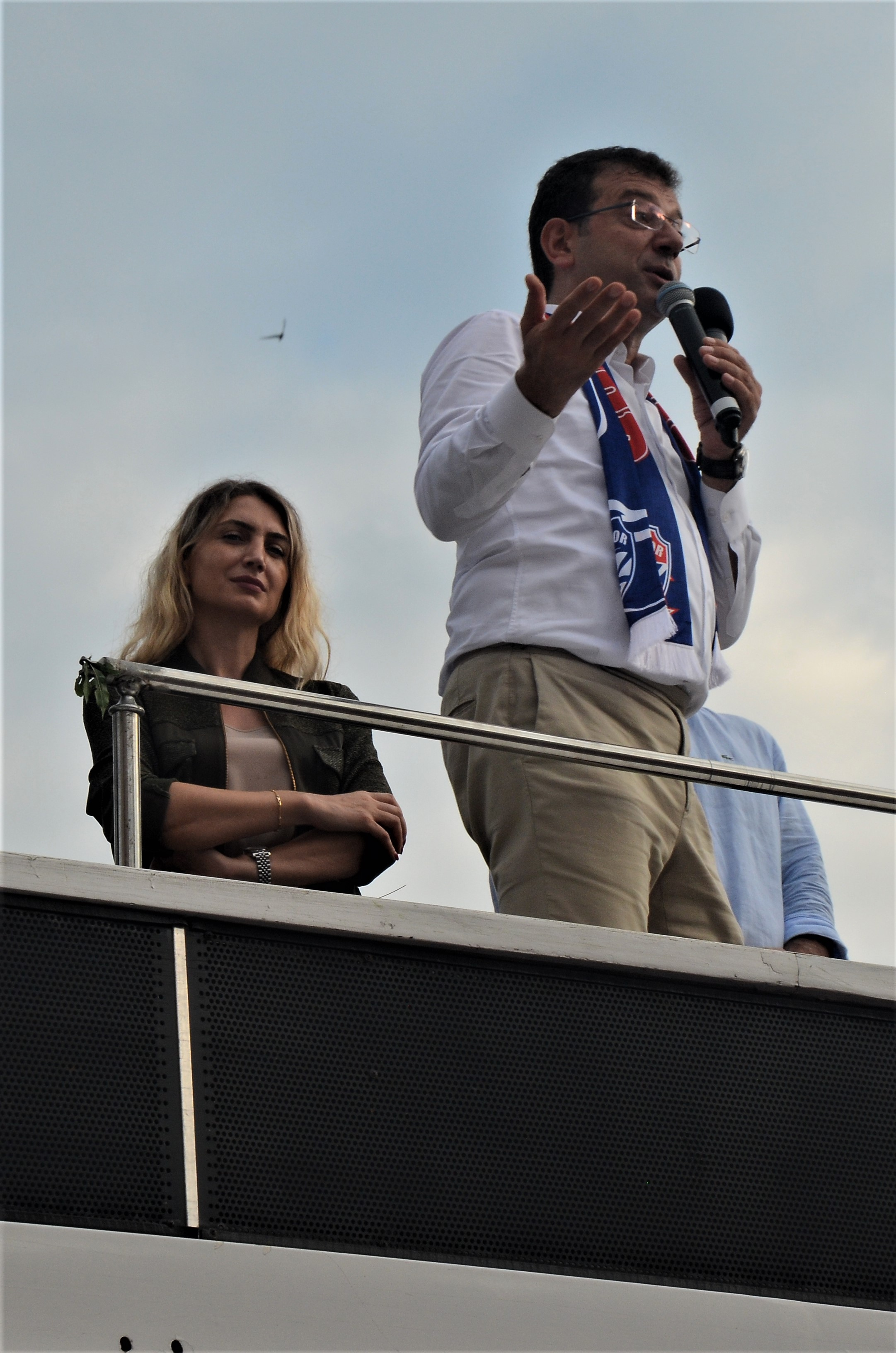
Ekrem İmamoğlu insieme alla moglie Dilek durante la campagna elettorale a Silivri per le elezioni locali a Istanbul

İmamoğlu è nato ad Akçaabat, nella provincia di Trebisonda, in una famiglia sunnita osservante, trascorrendo la prima infanzia nelle comunità rurali di Cevizli e Yıldızlı, a sud-ovest di Akçaabat. Si è diplomato al liceo scientifico di Trebisonda, dove ha giocato a livello amatoriale a calcio e pallamano. Dopo essersi iscritto alla facoltà di ingegneria civile dell'Università del Mediterraneo Orientale a Famagosta, e in seguito alla facoltà di scienze della comunicazione della Girne American University di Kyrenia, entrambe a Cipro del Nord, all'età di 17 anni si è trasferito a Istanbul, dove ha conseguito una laurea in economia aziendale e un master in gestione delle risorse umane presso l'Università di Istanbul. 
Gli ultimi due titoli di studio sono stati tuttavia annullati dal medesimo ateneo nel 2025, a 35 anni di distanza, per "manifeste irregolarità" procedurali nel trasferimento dal precedente corso di studi (potenzialmente precludendo la candidatura di İmamoğlu alle elezioni presidenziali del 2028).
Dopo il servizio militare, prestato nell'aeronautica, İmamoğlu è entrato nell'azienda di famiglia, attiva nel settore dell'edilizia. Nel 2002 è stato eletto membro del consiglio di amministrazione della polisportiva del Trabzonspor, assumendo in seguito la carica di vicepresidente della omonima squadra di basket.
La prima esperienza in politica risale invece all'inizio degli anni '90, quando İmamoğlu si è iscritto all'ala giovanile del Partito della Madrepatria, di cui il padre era un tesserato, malgrado la famiglia materna fosse vicina al CHP (uno zio era invece affiliato ai Lupi Grigi). Nei primi anni 2000 İmamoğlu ha scelto di passare proprio al CHP, e nel 2009 è stato eletto capo della sezione giovanile del partito kemalista.
Dopo l'esperienza di vicegovernatore (2014-2019) di Beylikdüzü, distretto situato nella periferia europea di Istanbul, alle elezioni amministrative di Istanbul del 2019 è stato eletto sindaco del comune metropolitano quale candidato della Alleanza Nazionale, formata da CHP e İYİ. La vittoria di İmamoğlu ha segnato la prima sconfitta dopo quindici anni nella città di Istanbul da parte del partito di governo, l'AKP.
La sua campagna elettorale ha ricevuto attenzione globale per il suo approccio mite e unificante, che gli ha permesso di avvicinarsi sempre più nei sondaggi al favorito candidato dell'Alleanza Popolare (formata da AKP e MHP), Binali Yıldırım. Alle elezioni tenutosi nel marzo 2019, İmamoğlu ha fatto segnare un lieve vantaggio di circa 14 000 voti (48,77% contro 48,61%). Dopo la richiesta da parte dell'AKP di nuove elezioni, tenutesi a giugno dello stesso anno, ha invece distanziato l'avversario di oltre 800 000 preferenze (54,22% contro 45%), pur dopo una serie di riconteggi fortemente richiesti dal partito di governo. Ha infine prestato giuramento come sindaco di Istanbul il 27 giugno.
In seguito alla sua vittoria, e nonostante la copertura negativa da parte dei media legati all'AKP, İmamoğlu si è conquistato la fama di astro nascente della politica turca nonché di potenziale candidato per sfidare Recep Tayyip Erdoğan alle elezioni presidenziali turche del 2023 Tuttavia, per quest'ultima tornata elettorale il CHP ha preferito candidare İmamoğlu al ruolo di vicepresidente del più esperto Kemal Kılıçdaroğlu, sconfitto nonostante il sostegno di gran parte dei partiti di opposizione.
Durante il suo primo mandato come sindaco di Istanbul (2019-2024), İmamoğlu ha realizzato riforme significative in ambito urbano, ampliando la rete ferroviaria metropolitana e introducendo una nuova flotta di autobus elettrici. Ha poi promosso progetti improntati alla sostenibilità ambientale, come la creazione di nuovi parchi pubblici e l'adozione di misure per la riduzione delle emissioni di sostanze inquinanti. La sua amministrazione ha fatto ricorso a piattaforme digitali per facilitare l'accesso ai dati pubblici e contestualmente rafforzato i servizi sociali, offrendo sostegno economico e formativo alle famiglie in difficoltà. İmamoğlu ha inoltre programmato un piano trentennale di messa in sicurezza di monumenti ed edifici residenziali in previsione di eventi sismici lungo la faglia anatolica settentrionale come quello verificatosi nel 1999 nella vicina İzmit, che provocò oltre 18.000 morti.
Nel marzo 2024 è stato rieletto per un secondo mandato come sindaco di Istanbul con il 51,03% delle preferenze, battendo il candidato dell'AKP Murat Kurum (39,59%). Nel giugno dello stesso anno İmamoğlu è stato eletto presidente dell'Unione dei comuni della Turchia (TBB), primo repubblicano a riuscirci dalla fondazione dell'ente nel 2005.

### Procedimenti giudiziari
Il 14 dicembre 2022 İmamoğlu è stato condannato a due anni di carcere e interdetto dai pubblici uffici per aver insultato i componenti del Supremo Consiglio elettorale turco in affermazioni risalenti a tre anni prima. La sentenza, da alcuni osservatori interpretata come un tentativo di Erdoğan di boicottare uno dei suoi principali rivali politici, ha suscitato un'ampia condanna internazionale e ha spinto molti sindaci europei a sostenere pubblicamente il loro collega. Attualmente l'esecuzione della condanna è sospesa in attesa della pronuncia della Corte di cassazione turca.
Nel 2023 è stato inoltre accusato di manipolazione di gare d’appalto relativa alla sua precedente esperienza amministrativa a Beylikdüzü. Il processo, apertosi a giugno 2023 presso un tribunale penale di Büyükçekmece, potrebbe portare a una pena detentiva da tre a sette anni.
Nel luglio 2025, mentre si trovava già in stato di detenzione preventiva per presunta corruzione, İmamoğlu è stato condannato ad altri due anni e sei mesi di reclusione per aver "insultato" e "minacciato" il procuratore capo di Istanbul Akın Gürlek, che a suo dire avrebbe bersagliato sistematicamente esponenti dell'opposizione su indicazione del governo.

#### Arresto e decadenza dalla carica (2025)
Il 19 marzo 2025 è stato preso in custodia dalla polizia di Istanbul con le accuse di frode, corruzione e favoreggiamento dell'organizzazione terroristica del PKK. Dopo quattro giorni, il 23 marzo, ne è stato convalidato l'arresto per reati di corruzione e la decadenza dalla carica di sindaco, alla quale è seguita la traduzione presso il carcere di Silivri insieme ad altri 48 indagati.
Il pubblico ministero che si occupava del caso è stato criticato per non aver presentato l'atto di accusa nonostante le prove favorevoli alla difesa.

## Vita privata
İmamoğlu è musulmano praticante e fin dalla tenera età ha studiato il Corano. Nel 1995 ha sposato l'attivista Dilek Kaya, dalla quale ha avuto tre figli: Mehmet Selim (1997), Semih (2005) e Beren (2011).